# Birkenchampagner
Der Birkenchampagner (auch Birkenwein) wird aus Birkensaft hergestellt. Er wurde bereits 1834 in einem Hauslexikon erwähnt: „Dieß Getränk soll dem ächten Champagner zum Verwechseln ähnlich seyn.“
Man kocht frischen Birkensaft mit Zucker in einem Kessel unter Abschäumen auf ein Viertel ein, seiht die Flüssigkeit durch ein Tuch in ein Fass, fügt nach erfolgter Abkühlung warme Hefe und Franzwein sowie Zitrone hinzu, mit Bedacht, lässt diese Mischung gären, verspundet das Fass und zieht nach vier Wochen Lagerzeit den Wein auf Flaschen. Beim Einschenken schüttet man erst einen Teelöffel voll Zucker in das Glas, gießt es voll, rührt um und trinkt schnell aus. Ohne Zucker bildet sich kein Schaum.
In der Farce „High Life Below Stairs“ von James Townley von 1802 fügt Lichtenberg ein „Impromptu“ an, das „bei einem Glas Birken Champagner gemacht wurde“.